# Juventus Next Gen
Juventus Next Gen je italský fotbalový klub hrající v sezóně 2024/25 ve 3. italské fotbalové lize. Sídlí ve městě Turín v regionu Piemont.
Je to rezervní tým klubu Juventusu a byl založen v roce 2018 a je prvním svého druhu které reprezentují klub Juventus FC v profesionální oblasti - i když podléhá omezením jak ve věku, tak v přísně sportovně-korporátní oblasti.
Své zápasy hraje na stadionu Campo polisportivo Alessandro La Marmora - Stadio Vittorio Pozzo ve městě Biella.

## Změny názvu klubu
- 2018/19 – 2021/22 – Juventus FC U23 (Juventus Football Club U23)
- 2022/23 – Juventus Next Gen (Juventus Next Gen)

## Účast v ligách
| Úroveň soutěže | Název soutěže (nynější název) | První hraná sezona | Poslední hraná sezona | celkem odehraných sezon |
| -------------- | ----------------------------- | ------------------ | --------------------- | ----------------------- |
| 3              | Serie C                       | 2018/19            | 2024/25               | 7                       |

## Fotbalisté

### Historické statistiky
| Počet utkání | Počet utkání        | Počet utkání |  | Počet branek | Počet branek     | Počet branek |
| Pořadí       | Jméno               | Počet        |  | Pořadí       | Jméno            | Počet        |
| 1.           | Nikola Sekulov      | 103          |  | 1.           | Nikola Sekulov   | 19           |
| 2.           | Fabrizio Poli       | 78           |  | 2.           | Simone Guerra    | 19           |
| 3.           | Nicolò Cudrig       | 78           |  | 3.           | Mattia Compagnon | 17           |
| 4.           | Mattia Compagnon    | 76           |  | 4.           | Andrea Brighenti | 14           |
| 5.           | Alessandro Di Pardo | 75           |  | 5.           | Leonardo Cerri   | 13           |